# Tommy Dorsey
Tommy Dorsey, född 19 november 1905 i Shenandoah i Schuylkill County, Pennsylvania, död 26 november 1956 i Greenwich, Connecticut, var en amerikansk jazztrombonist och storbandsledare. Han var bror till Jimmy Dorsey. På 1940-talet gjordes en långfilm i Hollywood som på svenska fick titeln Bröderna Dorsey spelar upp där Tommy och Jimmy Dorsey spelade sig själva i vuxen ålder.